# Taeniophyllum ovale
Taeniophyllum ovale är en orkidéart som beskrevs av Rudolf Schlechter. Taeniophyllum ovale ingår i släktet Taeniophyllum och familjen orkidéer. Inga underarter finns listade i Catalogue of Life.